# Acalypha subcastrata
Acalypha subcastrata là một loài thực vật có hoa trong họ Đại kích. Loài này được Aresch. mô tả khoa học đầu tiên năm 1910.